# Johann August Sack

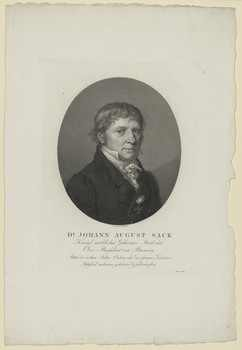
Johann August Sack

Johann August Sack (* 7. Oktober 1764 in Kleve; † 28. Juni 1831 in Stettin) war ein hoher preußischer Beamter. Er war 1816–1831 Oberpräsident der Provinz Pommern.

## Leben und Werk
Der Sohn von Carl August Sack (1721–1810), Kriminalrichter in Kleve und der Margarethe Gertrude geborene Nottemann (1736–1799), war ein Neffe des Simon Heinrich Sack. Er besuchte das Gymnasium in Kleve und das Joachimicum in Berlin. Ab Mai 1782 studierte er in Halle Rechts- und Kameralwissenschaften. Das Studium setzte er 1784 in Göttingen fort.
Johann August Sack schlug ab 1785 die Verwaltungslaufbahn ein und arbeitete als Auskultator bei der Regierung in Kleve. Hier beschäftigte er sich vor allem mit dem Berg- und Hüttenwesen. 1788 wurde er zum Bergrat und Bergrichter in Wetter ernannt. Als Justiziar der Kriegs- und Domänenkammer in Kleve 1792 war er dem damaligen Kammerpräsidenten Freiherr vom Stein unterstellt. Unter Steins Anleitung führte er 1793 die Verhandlungen mit dem General Hoche über die linksrheinischen Besitzungen Preußens. Zum Geheimen Oberfinanzrat befördert, ging er etwa 1798 zum Generaldirektorium nach Berlin.
Am 5. Januar 1799 heiratete er in Kleve Marianne Gertrude Johanna von Reimann (1776–1851). Die Ehe blieb kinderlos.
1806 wurde er nach der Flucht des Königs Friedrich Wilhelm III. Zivilgouverneur in Berlin und nach dem Frieden von Tilsit Vorsitzender der Immediatskommission. Nach „der erfolgten gänzlichen Räumung des Landes von fremden Truppen“ ernannte ihn der König Anfang Dezember 1808 „zum Geheimen Staats-Rath und zum Ober Präsidenten der Kurmarck, Neumark und Pommern, mit 600 Rthr. jährlichem Gehalt.“ Er arbeitete eng mit dem Freiherrn vom Stein zusammen und suchte auch nach dessen Sturz Ende 1808 die Stein-Hardenbergschen Reformen fortzuführen. Ende des Jahres 1810 wechselte Sack ins Innenministerium, wo er zunächst der „Abtheilung der allgemeinen Polizey“ vorstand, dann ab Mai 1812 das „Departement für den Handel und die Gewerbe“ leitete.
Aufgrund einer von oberster Stelle ausgegebenen Kabinettsorder vom 15. März 1813 aus Breslau wurden aus militärisch taktischen Gründen vier Militärgouvernements (1813–1815) eingerichtet und die Generalkommission für das Einquartierungs-, Verpflegungs- und Marschwesen außer Kraft gesetzt. Als Führung des sogenannten 1. Militärgouvernements zwischen Elbe und Oder wurden Sack als Zivilgouverneur und als Militärgouverneur Anton Wilhelm von L’Estocq benannt.
Für die reibungslose Organisation und Durchführung der Einquartierungen von durchziehenden Truppen beauftragten sie den Regierungsbauinspektor Salomo Sachs. Sie stellten ihm zu diesem Zweck ein Büro und Mitarbeiter zur Verfügung, um die umfangreiche Arbeit zu bewältigen.
Im Jahre 1814 wurde Sack zunächst Gouverneur im Generalgouvernement Niederrhein im Rahmen des Zentralverwaltungsdepartements und danach Oberpräsident der Rheinprovinz. Wegen Zerwürfnissen mit der königlichen Regierung wurde er bereits zwei Jahre später als Oberpräsident in die Provinz Pommern versetzt. Gleichzeitig übernahm er das Amt des Regierungspräsidenten in Stettin. Zu seinen ersten Aufgaben gehörte die Einordnung des ehemaligen Schwedisch-Pommern in die Provinzialverwaltung.
Johann August Sack führte 1818 gegen den entschiedenen Widerstand aus Kreisen des pommerschen Adels die Kreisreform durch, lediglich im Regierungsbezirk Köslin blieben die Kreise Friedrich Wilhelms I. (insbesondere der große Kreis Fürstenthum) bestehen.
Die Förderung der Wirtschaft nach den Napoleonischen Kriegen war ihm ein besonderes Ziel. Er belebte zahlreiche öffentliche Vorhaben, die bisher im Hintergrund bleiben mussten. Dazu gehörten die Befestigung der Dünen bei Peenemünde. Den Heringsfang förderte er durch die Anlage von Fischerkolonien, aus denen unter anderem auf der Insel Usedom die Orte Ahlbeck, Heringsdorf, Karlshagen und Zinnowitz hervorgingen.
Ebenfalls auf Usedom nahm er die bereits unter Friedrich II. begonnene Trockenlegung des Thurbruchs zur Gewinnung von Agrarland wieder auf. Mit 5000 Reichstalern konnte er die Melioration von 6000 Morgen Land erreichen. Der auf sein Betreiben zwischen dem Gothensee und der Ostsee zur Entwässerung des Thurbruchs als Stichkanal gebaute Sackkanal trägt noch heute seinen Namen.
Auf Betreiben von Sack konnte 1820 der Ausbau des Hafens von Swinemünde fertiggestellt werden. Durch die gleichzeitige Vertiefung der Swine und der Oder konnten Seeschiffe bis nach Stettin fahren. Die Stettiner Kaufleute schlossen sich auf seine Initiative 1821 zur „Korporation der Stettiner Kaufmannschaft“ zusammen. 1822 war die erste Straße von Berlin nach Stettin vollendet, und 1828 begann der Weiterbau nach Hinterpommern.
Mit der Einführung der Provinziallandtage 1823 wurde Sack als Königlicher Kommissar bestellt. Der Stärkung des pommerschen Zusammengehörigkeitsgefühls diente 1824 die auf Anregung Sacks zustandegekommene Gedenkfeier zur Einführung des Christentums durch Bischof Otto von Bamberg. Auch trat Johann August Sack als Mitbegründer und erster Präsident der Gesellschaft für pommersche Geschichte und Altertumskunde hervor. Auf seine Anordnung mussten bei Bauarbeiten gemachte Funde gemeldet werden. Er ließ das Pommersche Provinzialarchiv neu organisieren.
1830 gründete er einen Verein zur Erziehung sittlich verwahrloster Kinder in Stettin, erwarb im nahe gelegenen Züllchow ein Grundstück und errichtete dort das Züllchower Rettungshaus, dessen Eröffnung am 2. August 1831 er nicht mehr erlebte.

## Ehrungen
Johann August Sack war Träger des Roten Adler-Ordens 1. Klasse mit Eichenlaub und des Eisernen Kreuzes am weißen Bande 2. Klasse.
Er wurde am 3. August 1821 zum Ehrenbürger Stettins ernannt. Er war der Erste, der diese Ehrung bekam.
Die Universität Halle verlieh ihm im selben Jahr den Ehrendoktortitel.
Zu seinen Ehren wurde die 1829 östlich von Rügenwalde im Landkreis Schlawe i. Pom. angelegte Kolonie Sackshöhe (heute polnisch Zakrzewo) benannt.